# Eriocrania
Eriocrania is een geslacht van vlinders uit de familie van de purpermotten (Eriocraniidae).

## Soorten
- Eriocrania alpinella Burmann, 1958
- Eriocrania argyrolepidella Fuchs, 1904
- Eriocrania breviapex Davis, 1978
- Eriocrania chrysolepidella Zeller, 1850
- Eriocrania cicatricella (Zetterstedt, 1796) (Roze purpermot)
- Eriocrania haworthi (Bradley, 1966)
- Eriocrania salopiella (Stainton, 1854) (Geelkoppurpermot)
- Eriocrania sangii (Wood, 1891) (Grijsrupspurpermot)
- Eriocrania sigakogenensis Inoue et al., 1982
- Eriocrania sparrmannella (Bosc, 1791) (Late purpermot)